# Ituano Futebol Clube
L'Ituano Futebol Clube és un club de futbol brasiler de la ciutat de Itu a l'estat de São Paulo.

## Història[calcitació]
El club va ser fundat el 1947 per empleats de Sorocabana Ferrocarril a la ciutat d'Itu, el club va ser anomenat Associação Atlética Sorocabana, als anys 60, canvia de nom a Ferroviário Atlético Ituano fins a 1990 en què es converteix en Ituano Futebol Clube.
El 1977 un grup d'Esports Unificats de futbol de la ciutat al voltant del Ferroviário Atlético Ituano. El 1978, comença a jugar a la tercera divisió del campionat paulista. El 1984, l'equip fa bones campanyes que excita la multitud. El 1989, el llavors Ferroviário guanya la Sèrie A-2 de la Paulista. El 2002, amb els grans equips en el torneig Rio-Sao Paulo, campió sagra està guanyant el União São João. però el supercampionat perd a São Paulo FC. El 2003, l'equip va guanyar la Sèrie C del campionat brasiler. El 2010, Juninho Pauista es retira per salvar Ituano del descens. Entre 2011 i 2013 lluita per no caure en Paulistão. En 2014, l'equip guanya el Campionat Paulista l'eliminació d'equips com Corinthians, Palmeiras i guanya de Santos FC en els penals. en el mateix any, disputar la Sèrie D i, finalment, eliminat en la segona ronda.

## Estadi
El Ituano juga a l'estadi Novelli Junior, constrüit en 1947, reformat el 1954, con capaciat amb a 18.560 espectadors.

## Jugadors Destacats
- Anderson Salles
- Chiquinho
- Ezequiel
- Juninho Paulista
- Luis Fabiano
- Pierre
- Richarlyson
- Victor

## Palmarès
- 2 Campionat Paulista: 2002, 2014
- 1 Campionat Brasiler Série C: 2003
- 1 Campionat Paulista Série A-2: 1989
- 1 Copa FPF: 2002